# Chërnyye Gory (bergskedja i Kina)
Chërnyye Gory är en bergskedja i Kina, på gränsen till Ryssland. Den ligger i provinsen Jilin, i den nordöstra delen av landet, omkring 490 kilometer öster om provinshuvudstaden Changchun.
Chërnyye Gory sträcker sig 60 km i öst-västlig riktning. Den högsta toppen är Gora Luna, 919 meter över havet.
Genomsnittlig årsnederbörd är 999 millimeter. Den regnigaste månaden är juli, med i genomsnitt 199 mm nederbörd, och den torraste är januari, med 9 mm nederbörd.